# Fingerblättrige Rosskastanie Volkspark Räcknitz

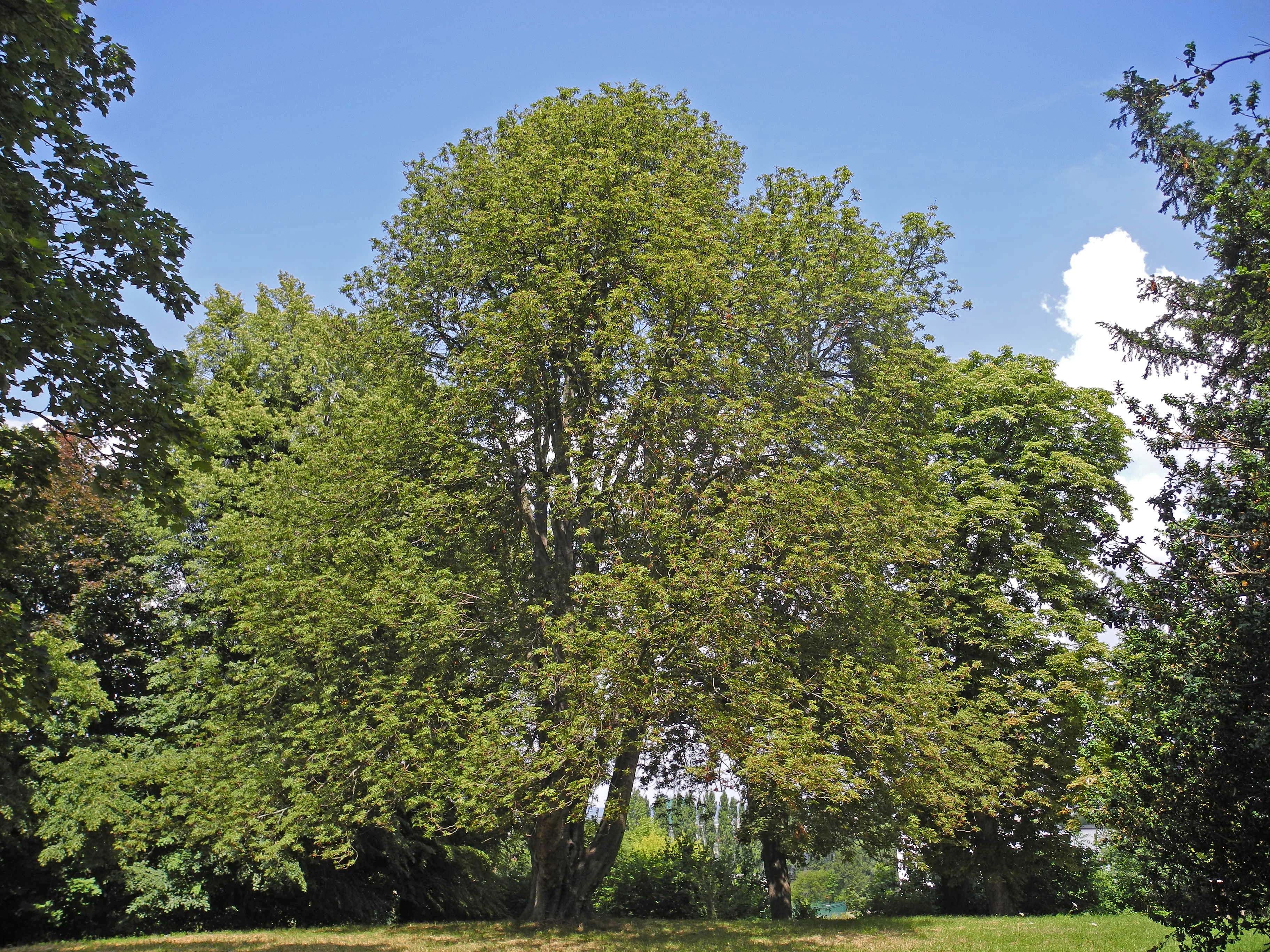
Fingerblättrige Rosskastanie

Die Fingerblättrige Rosskastanie Volkspark Räcknitz ist seit 1985 ein als Einzelbaum ausgewiesenes Naturdenkmal (ND 33) in Räcknitz im Dresdner Süden. Der Baum, ein Exemplar einer Sorte der Gewöhnlichen Rosskastanie (Aesculus hippocastanum L. ‘Digitata’), hat eine Höhe von etwa 20 Metern und einen Stammumfang von 3,05 Metern (auf Höhe von 0,7 Metern). Der Kronendurchmesser beträgt etwa 18 Meter.

## Geschichte

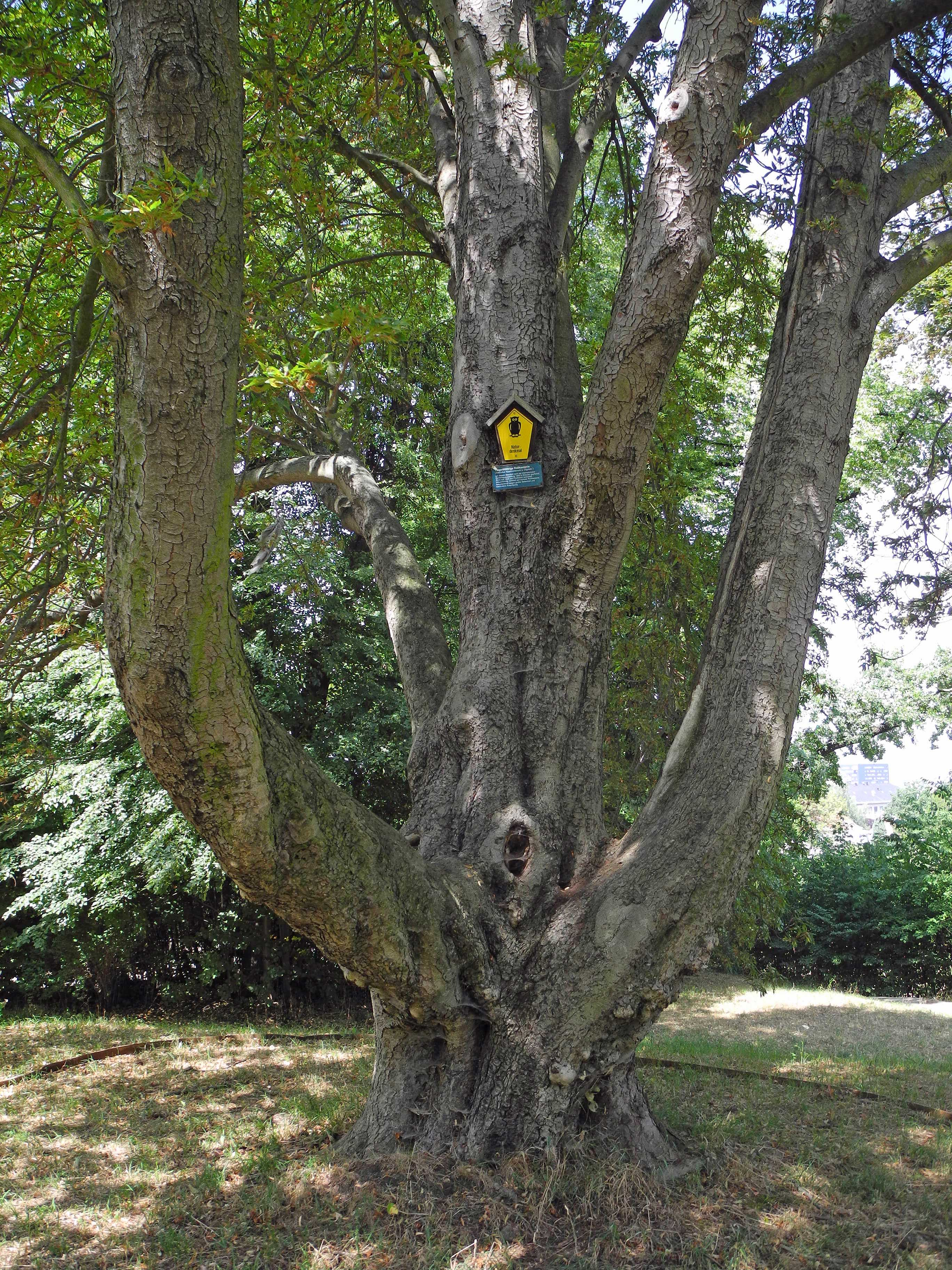
Stammausprägung

Die strauchförmige wachsende Sorte Fingerblättrige Rosskastanie wird seit 1864 aus Frankreich verbreitet. Dieses auf einer Gewöhnlichen Rosskastanie veredelte Exemplar, das auch über der Veredelungsstelle einen Stamm ausgebildet hat, ist eines der seltenen Gehölze der in Dresden ausgerichteten internationalen Gartenbauausstellung 1936, die die Aussteller der Stadt überlassen hatten. Der Baum wurde an der nordwestlichen Ecke des Volksparks Räcknitz am Rand der erhöht angelegten Wiese gepflanzt. Er steht etwas nördlich des Zuganges von der Stadtgutstraße.
Am 3. Januar 1985 fasste der Rat der Stadt Dresden einen Beschluss zur Unterschutzstellung von Naturdenkmalen. Dieser Beschluss betraf mehrere Einzelbäume im Stadtgebiet, allerdings im damaligen Stadtbezirk Dresden-Süd nur diese Rosskastanie. Dieses seltene und besonders ausgeprägte Exemplar repräsentiert die Sorte und weist einen hohen gehölzkundlichen Wert auf.
Eine 2010 durchgeführte Messung des Stammumfangs in 1,3 Metern Höhe (Brusthöhenumfang) ergab 3,53 Meter.